# مارش بالدون
مارش بالدون (به انگلیسی: Marsh Baldon) یک روستا و محله مدنی در بریتانیا است که در آکسفوردشر جنوبی واقع شده‌است. مارش بالدون ۵٫۱۷ کیلومتر مربع مساحت و ۳۱۰ نفر جمعیت دارد.